# Політов Віктор Григорович
 Віктор Григорович Політов — український кінооператор.

## Біографічні дані
Народився 11 січня 1949 року у Києві в родині робітника. 
Закінчив Київський державний інститут театрального мистецтва ім. І. Карпенка-Карого (1974, майстерня Ю. Іллєнка, В. Калюти). 
З 1975 року оператор кіностудії імені Олександра Довженка.
Член Національної Спілки кінематографістів України.
Працює на телеканалі «Інтер».

## Фільмографія
- Поставив стрічку «Пейзаж душі після сповіді» (1995)

Зняв стрічки:
- «Горя боятися — щастя не бачити» (1974, «Білорусьфільм»)
- «Співає Лілія Гавриленко» (1975, т/ф)
- «Припустимо — ти капітан...» (1976)
- «Дніпровський вітер» (1976, новела «Чари-комиші»)
- «Єралашний рейс» (1977)
- «Дачна поїздка сержанта Цибулі» (1979)
- «Пробивна людина» (1979)
- «Неспокійне літо» (1981)
- «Танкодром» (1981, т/ф)
- «Скляне щастя» (1981, у співавт.)
- «Вир» (1983)
- «Все починається з любові» (1984)
- «Женихи» (1985)
- «Поки є час» (1987, у співавт. з В. Онищенком)
- «Камінна душа» (1987)
- «Годинникар і курка» (1989)
- «Із житія Остапа Вишні» (1990, т/ф, у співавт. з П. Неберою)
- «Дорога нікуди» (1992)
- «Злочин з багатьма невідомими» (1993)
- «Кому вгору, кому вниз» (1993)
- «Пастка» (1993, т/серіал)
- «Геть сором!» (1994, у співавт.)
- «Записки кирпатого Мефістофеля» (1994, у співавт.)
- «Кайдашева сім'я» (1996, 2-га серія)
- «Поет і княжна» (1999)
- «Джоконда» (2013)[1]